# Paninggaran (Paninggaran)
Paninggaran is een bestuurslaag in het regentschap Pekalongan van de provincie Midden-Java, Indonesië. Paninggaran telt 3548 inwoners (volkstelling 2010).